# ユリウス・ベルガー
ユリウス・ベルガー（Julius Berger, 1954年 - ）はアウクスブルク生まれのチェリスト。 

## 略歴
ミュンヘン音楽大学でウォルター・ライヒャルトとフリッツ・キスカルトに師事。1979年から1982年までアントニオ・ヤニグロのアシスタントを務める。米国シンシナティ大学のマスタークラスではムスティスラフ・ロストロポーヴィチに師事。28歳のときに、ヴュルツブルク音楽大学においてドイツ最年少の教授となる。1992年からはザルツブルクのモーツァルテウム音楽大学で、国際サマーアカデミーを開いている。2010年よりアウクスブルク音楽大学のレオポルドモーツァルトセンター所長を務めている。